# ヴィシュワスト級巡視船
ヴィシュワスト級巡視船（英語: Vishwast-class advanced offshore patrol vessel）は、インド沿岸警備隊が運用する巡視船の船級。
船首楼はサマル級よりも延長されている。2本の煙突の間にハンガーを設けるという基本構成は同級と同様である。また船橋構造物とハンガーのあいだは搭載艇スペースとされており、海上保安庁の高速警備救難艇に相当するような高速艇が2隻搭載されている。
領海警備、水産保護、捜索救難等を任務として想定している。2006年に発注され、ヴァスコ・ダ・ガマ市のゴア造船所で3隻が建造された。
| #  | 船名                         | 進水          | 就役           |
| -- | ---------------------------- | ------------- | -------------- |
| 30 | ヴィシュワスト ICGS Vishwast | 2008年7月4日  | 2010年3月17日  |
| 31 | ヴィジット ICGS Vijit        | 2009年11月4日 | 2010年12月11日 |
| 32 | バイバブ ICGS Vaibhav        | 2010年12月6日 | 2013年5月21日  |